# COMIC快楽天BEAST
『COMIC快楽天BEAST』（コミックかいらくてんビースト）は、ワニマガジン社発行の成人向け漫画雑誌。

## 概要
同じワニマガジン社から刊行されているChuッスペシャルの増刊枠を利用しての創刊。現在は独立して月刊化。公称発行部数は12万部。
2017年1月にKomifloという新しいオンラインストリーミングサービスが、ワニマガジン社の4つの月刊雑誌をデジタル配信を開始した。最初の配信は快楽天ビーストであった。Komifloは各雑誌の発売日にアップロードを行っている。発売日配信は、各雑誌の正式なデジタル配信としては初めてのことである。

## 主な執筆作家
- 212
- Cuvie
- kakao
- Pennel
- rca
- 赤城あさひと
- 安部マナブ
- いちこ → 亀吉いちこ [1]
- 内々けやき
- オクモト悠太
- 夏桜
- こっぺ
- 桜去ほとり
- さんろく丸
- 柴七世
- 武将武
- つかこ
- 月蜥蜴
- 藤ます
- 智弘カイ
- 長頼
- 西E田
- ねこまたなおみ
- 羽月ユウト
- 火鳥
- 雛咲葉
- ぴょん吉
- 平間ひろかず
- ペテン師
- 紅村かる
- 牡丹もちと
- みくに瑞貴
- もくふう
- もけ太
- 悠木しん
- ユズリハ
- れぐでく
- ワカメさん

## 関連雑誌
COMIC快楽天

COMIC失楽天
快楽天の連載作品のうち、特定の作家を特集して出される増刊。COMIC快楽天に掲載済みの作品を再編集したものがほとんどで書き下ろしが少ないため、単行本をなかなか出さないための代替品扱いとも言われる。公称発行部数は20万部。鳴子ハナハルなどの人気作家の特集号は、中古市場で特に高値で取引されることがある。2011年6月発売号より同社の成年向け漫画雑誌COMIC華漫と役割を交代し、従来の再録中心ではなく新作のみが掲載されるようになった。2012年11月号より独立創刊。
COMIC華漫
2011年6月発売号より、COMIC失楽天と役割を交代し、再録中心となった。公称部数8万部。
COMIC快楽天XTC（エクスタシー）
Yha!Hip&lipの増刊枠を利用し2012年7月発売号より創刊。不定期刊。Yha!Hip&lipの休刊に伴い2015年5月発売号（Vol.5）より快楽天BEASTの増刊となり、同時に成年コミックマーク付きとなった。
COMIC X-EROS（コミックゼロス）
快楽天の増刊として2012年11月に創刊した成年コミックマーク付き月刊誌。
快楽天・星組
1997年から2000年頃まで刊行されていた増刊。中綴じである快楽天と違って星組は平綴じ。表紙はOKAMAが担当。現在は休刊。